# Halichoeres notospilus
 Halichoeres notospilus és una espècie de peix de la família dels làbrids i de l'ordre dels perciformes.

## Morfologia
Els mascles poden assolir els 25,4 cm de longitud total.

## Distribució geogràfica
Es troba des de Bahía Magdalena (Mèxic) fins al Perú, incloent-hi les Illes Galápagos.